# Parapactum
 (avril 2025).
Le Parapactum est un parapluie de protection crée par Le Parapluie de Cherbourg et doté de capacité antibalistiques et de protection.

## Description
Le parapluie est utilisé comme bouclier pour la protection du président en France.
Le parapluie conçu pour résister aux attaques à l'arme blanche ainsi qu'au tir de balles d'un pistolet.
L'essentiel de la production est réalisée par l'entreprise Parapluie de Cherbourg est destiné à l'export,.